# Indoniscus vandeli
Indoniscus vandeli là một loài chân đều trong họ Styloniscidae. Loài này được Barnard miêu tả khoa học năm 1959.